# Grad duhova
Grad duhova (engleski: ghost town) je izraz kojim se opisuje naselje, obično gradskog tipa, koje je iz raznih razloga izgubilo sve svoje stanovništvo. Razlozi za stvaranje gradova duhova su različiti, ali se uglavnom tiču procesa i događaja koji dugoročni opstanak zajednice čine nemogućim, previše teškim, neisplativim ili previše rizičnim za sigurnost. To mogu biti razni prirodni procesi kao što su skretanje toka rijeka ili klizanje tla, katastrofe kao što su potresi, poplave, ratovi i bezakonje, ali i ekonomski procesi.
Izraz grad duhova se ponekad koristi za gradove i druga naselja koja još uvijek imaju stanovnike, ali u daleko manjem broju nego što bi to sugerirao broj stambenih i drugih zgrada, odnosno opseg prometne i druge infrastrukture.
Najpoznatiji grad duhova na svijetu je Pripjat u Ukrajini, napušten za vrijeme černobilske katastrofe 1986. godine.
Zbog odrona golemih razmjera, Craco, u regiji Basilicata (Italija), je 1963. u potpunosti evakuiran. Te već nekoliko desetljeća oduševljava putnike i mnoge redatelje koji su ga odabrali za snimanje nekih scena iz njihovih filmova, kao Pasija redatelja Mela Gibsona i Zrno utjehe redatelja Marca Forstera.
Gradove duhova s obzirom na stanje urušenosti i napuštenosti dijelimo na nekoliko kategorija:
napušteno mjesto
- naselje uopće ne postoji
- mjesto naselja u potpunosti je uništeno, pokriveno vodom ili pretvoreno u prazno zemljište
- uglavnom je teško naći tragove temelja i staza

zanemareno mjesto
- malo više od ruševnih ostataka
- razorene građevine, uglavnom bez krova

napušteno mjesto
- zgrade i kuće stoje, ali su većinom napuštene
- nema stanovnika, uz moguću iznimku koju predstavlja skrbitelj
- mjesto se više ne koristi, osim jedne ili dviju zgrada

polunapušteno mjesto
- zgrade i kuće stoje, većinom su napuštene
- ostalo je nekoliko stanovnika

povijesno mjesto
- zgrade i kuće stoje
- mjesto je pretvoreno u povijesnu lokaciju, muzej ili turističku atrakciju
- zajednica je još aktivna, ali daleko je manja od vršnih godina

## Poveznice
- Popis napuštenih naselja u Hrvatskoj

## Vanjske poveznice
- Galerija gradova duhova u SAD-u
- Napušteni gradovi u Kanadi
- Deset klasičnih napuštenih gradova na svijetu
- Ghost Towner - kako posjetiti grad duhova
- Gradovi duhova u Coloradu
- Napušteni gradovi u Italiji